# 데빌맨 크라이베이비
데빌맨 크라이베이비(DEVILMAN crybaby)는 나가이 고의 일본 만화 시리즈 데빌맨을 기반으로 한 2018년 일본 오리지널 넷 애니메이션(ONA) 시리즈이다. 이 웹 애니메이션은 유아사 마사아키가 감독하고, 애니플렉스와 다이나믹 플래닝이 제작하고, 사이언스 SARU가 애니메이션을 제작하고, 넷플릭스가 출시했다. 유아사는 애니플렉스로부터 데빌맨 프로젝트를 만들 기회를 제안받았고 데빌맨 크라이베이비를 구상했다. 나가이의 크리에이터 50주년을 기념하기 위해 2017년에 발표된 크라이베이비는 2018년 1월 5일 넷플릭스 오리지널 시리즈로 전 세계 스트리밍이 가능해졌다.
이 시리즈는 원래 1970년대 배경을 21세기로 업데이트하지만 나가이 만화의 기본 전제는 그대로 유지하며, 후도 아키라와 그의 친구 아스카 료가 인류를 파괴하려는 고대 악마 종족과 맞서는 과정을 따르다. 악마를 물리칠 수 있는 유일한 방법은 그들의 힘을 얻는 것이라고 믿는 료는 아키라가 악마와 연합할 것을 제안한다. 이를 통해 아키라는 데빌맨이라는 이름으로 변신하여 악마의 힘을 얻지 만 인간의 영혼을 유지한다. 원작 데빌맨의 반전 주제는 편견에 대한 은유로 재해석되는데, 악마를 '타자'로 비유하여 조작과 편집증을 논의한다. 사춘기, 섹슈얼리티, 섹스, 사랑, LGBT 정체성이라는 애니메이션의 주제는 작품에 대한 비평가의 분석과 함께 시리즈의 관점과 결말이 허무주의적인지에 대한 논쟁에서 탐구되었다.
나가이의 작업에 대한 유아사의 견해에 대한 팬들의 반응은 분분했다. 시리즈의 발표와 출시는 2018년에 출시된 애니메이션 시리즈 중 가장 널리 논의된 시리즈 중 하나였다. 많은 언론인들이 이 수치를 공개하지 않기 때문에 시청률은 알 수 없다. 히트작으로 시리즈. 비평가들은 크라이베이비를 "걸작", 최고의 넷플릭스 애니메이션, 전체 및 10년 동안 최고의 애니메이션 중 하나로 평가하는 등 호의적으로 평가했다. 그래픽 콘텐츠와 엔딩에 대한 반응은 나뉘었지만 애니메이션, 사운드트랙, 캐릭터화, 공개적인 LGBT 캐릭터, 원작 만화에 대한 충실도 등이 호평을 받았다.